# Hrvatski dom u Vukovaru
Hrvatski dom ili prilagođenim lokalnim imenom Gradsko kazalište, građevina je u gradu Vukovaru. Nalazi se na adresi J. J. Strossmayera 20. 

## Namjena
Kao i svi drugi Hrvatski domovi, bio je nacionalne misije. Bio je predviđen biti mjestom njegovanja hrvatske narodne kulture, hrvatskog jezika, običaja, pismenosti. Trebao je biti središtem hrvatske svijesti. Po tome su bili slični sa Sokolskim domovima iz istog razdoblja i Prosvjetnim ognjištima iz doba NDH.

## Smještaj
Nalazi se u glavnoj ulici Novoga Vukovara. Odmah do njega nalazi se barokno-klasicistička kapela sv. Roka i dvorac grofova Eltz. Perivoj ovog dvorca se sa zgradom oranžerije dvorca proteže do ove zgrade. Cjelinu se ovom zgradom činio je jednokatni hotel K lavu, s kojim je bio povezan. Prekoputa također su bile klasicističke građevine, kao rodna kuća Lavoslava Ružičke i kurije baruna Adamovića. U predvrtu je bio javni zdenac ("Minkičino vrelo"), koje je dao podići Milutin Tićak u spomen na svoje nesretno preminulo dijete (kćer); Tičak je 1945. bio nacionalno "nepodoban" te je bio prisiljen napustiti Vukovar, a prebjegao je u Kanadu. Kad je 1975. perivoj bio preuređivan, na mjesto tog zdenca stavljen je kip autora Vanje Radauša, koji je otuđen tijekom velikosrpske agresije na Hrvatsku.
Ovdje je djelovala u 19. st. njemačka škola građena u barokno-historicističkom stilu. Hrvatski se je dom u početku služio njenim prostorom. U blizini se nalazilo i srednjovjekovno groblje, no nije utvrđeno čije.

## Povijest
Izgradnju ovog projekta iniciralo je 1919. godine Hrvatsko pjevačko društvo Dunav. Smatra se da je ovo društvo na neki način angažiralo Freudenreicha neka nekako pripremi idejno rješenje. Mogućnost mjesta gradnje zgrade nije još bila sigurna, jer je planirano mjesto gradnje bilo na zemljišnoj parceli koja je onda još bila vlasništvom grofa Eltza.
Projektirao ju je poznati hrvatski arhitekt Aleksandar Freudenreich, koji je na natječaju za taj projekt osvojio prvu nagradu. Ova je građevina bila njegov prvi uspjeh kao arhitekt.
Zgrada je građena od 1922. do 1923. godine.
Dana 23. siječnja 1921. osnovano je Društvo Hrvatski dom, a pola godine kasnije svečano je obavljeno polaganje kamena temeljca za novu zgradu čiju je gradnju vodio vukovarski inženjer Fran Funtak. Dovršeni Hrvatski dom svečano je otvoren 9. srpnja 1922. godine i odmah je postao stožer kulturnog i socijalnog života vukovarskih Hrvata.
Interijere su dekorirali poznati umjetnici kao što su Dragutin Renarić i drugi. Dosta je bilo secesijskih uradaka. Krasio ga je i dekorativni svečani zastor pozornice. Ukrasi su mu bili bordure, ovalni medaljoni s cvjetovima i utkani natpis "Hrvatska žena - Hrvatima Vukovara". Zastor je bio osebujne sudbine: članice onda zabranjenoga društva Hrvatska žena iz Zagreba donijele su ga potajice dan prije otvorenja, gotovo su ga prokriomčarile u zgradu.
Već 1946. počele su stvari koje su najavile ono što će uslijediti manje od pola stoljeća poslije. Članice Antifašističke fronte žena uklonile su sa zastora taj natpis. To je bilo prigodom neke proslave 8. prosinca 1946. godine. Upravni odbor Hrvatskoga doma uzaludno je uputio prosvjed GO-u Narodne fronte.
Uništavanje hrvatskih atributa nije stalo na tome. Indikativno je da je prizemlje Hrvatskog doma 1960-ih srušeno kao i obližnji klasicistički hotel K lavu. Novonastali "trg" bio je zapravo čistina, te je proširen "Centar za kulturu" arhitektonski neprimjerenim aneksom.

### Domovinski rat
Obnoviteljskom skupštinom u prosincu 1990. g. zgradi se ponovno vraća uloga Hrvatskoga doma, no ne zadugo. Velikosrpskom agresijom u Domovinskom ratu i okupacijom grada u jesen 1991. godine, povijesna zgrada Doma je razorena, ali moderan ulični aneks bio je tek manje oštećen pa su ga okupacijske vlasti ubrzo nakon pada grada stavile u funkciju kao „Srpski kulturni centar“ te je pod tim nazivom dočekao i reintegraciju 1998. godine.

### Obnova
U listopadu 1997. godine Posebna komisija za popis i procjenu ratne štete na spomenicima kulture pri Ministarstvu kulture utvrdila je na staroj dvorani 5. kategoriju oštećenja, procijenivši ratnu štetu na građevnom sklopu (bez opreme) na 6.807.085 kn.
Obvezu obnove Hrvatskoga doma preuzela je, po zamisli predsjednika Tuđmana, Koprivničko-križevačka županija i Vlada Republike Hrvatske. S obzirom na to da se objekt nalazi unutar granica zaštićene povijesne urbane cjeline Vukovara, obnova se temeljila na konzervatorsko-restauratorskim istraživanjima te se dvorani vratio izvorni oblik, kakav je imala kod svog otvaranja.
Nova povijest Hrvatskoga doma počela je 22. studenoga 2007. godine, a Hrvatski dom je ponovno premalen da primi sve one koji žele nazočiti činu svečanog otvaranja istog. Od otvaranja 2007. do danas Hrvatski dom je postao, uz druge kulturne ustanove u gradu, mjesto gdje se događa niz različitih kulturnih događanja, a danas djeluje pod nazivom Javna ustanova u kulturi Hrvatski dom Vukovar.
Na ulaznoj je hali bista Renea Matoušeka, tajnika Društva Hrvatski dom ubijenog u Domovinskom ratu. Bistu je izradio akademski kipar Mladen Mikulin.
I danas mnogi Vukovarci ovu zgradu nazivaju kazalištem, ponajprije stoga što su naviknuti dolaziti na brojne gostujuće kazališne predstave, ali i one u lokalnoj produkciji, doduše amaterskoj, jer u okviru Hrvatskog doma uspješno djeluje Scena Martin. 
Godine 2022. Hrvatski dom u Vukovaru obilježio je okruglu obljetnicu, 100 godina djelovanja u gradu Vukovaru.

## Vanjske poveznice
- Javna ustanova u kulturi - Hrvatski dom Vukovar